# フアン・ラモン・ロペス・ムニス
フアン・ラモン・ロペス・ムニス（Juan Ramón López Muñiz, 1968年11月2日 - ）は、スペイン・アストゥリアス州ヒホン出身の元サッカー選手、サッカー指導者。

## 経歴
2003-04シーズン、ファンデ・ラモスが監督を務めていたマラガCFでアシスタントを務めた。2006年にセグンダ・ディビシオン(2部)のマラガCF監督に就任すると、2007-08シーズンは2位でシーズンを終え、プリメーラ・ディビシオン(1部)昇格を果たした。
2008年夏、マルセリーノ・ガルシア・トラルの後任としてラシン・サンタンデールの監督に就任した。ラシンとの契約は2年であったが、2009年夏に契約解除に両者が合意し、マラガの監督へと復帰した。2009-10シーズン前半戦は2節から14節まで13試合未勝利が続き、降格圏内が定位置だった。一時は12位まで順位を上げたが、3月後半から再び勝ち星に恵まれなくなり、最終節を前に降格圏内の18位に転落した。最終節は相手はそれまでに37戦31勝を挙げていたレアル・マドリードだったが、ホームで1-1の引き分けに持ち込み、降格したレアル・バリャドリードと勝ち点1差の17位で辛くも残留を決めた。シーズン終了後に解任。

## タイトル

### 指導者時代
レバンテUD
- セグンダ・ディビシオン：1回（2016-17）

個人
- ミゲル・ムニョス賞（セグンダ・ディビシオン）：1回（2016-17）